# Fa' l'amore e bò
Fa' l'amore e bò è un singolo del cantante italiano Benito Urgu, pubblicato nel 2005.

## Tracce
Testi di Benito Urgu e Alverio Cau, musiche di Benito Urgu e Alessandro Fois.
1. Fa' l'amore e bò
2. Torna a casa Calvizio
3. Fa' l'amore e bò (Hip Hop Version)
4. Torna a casa Calvizio (Extended D.J. Version)
5. Fa' l'amore e bò (Extended D.J. Version)